# Torre Pins d'Or
La Torre Pins d'Or és una obra de Sant Feliu de Llobregat (Baix Llobregat) protegida com a Bé Cultural d'Interès Local.

## Descripció
Edifici aïllat enmig d'un jardí amb diversos elements ornamentals (tals com estàtues, tanca exterior, porta d'entrada, pavimentació dels vials d'accés…)
Ràfec molt recarregat i baranes amb elements de remat.
Els lleons de l'entrada semblen estar fets de pedra artificial. És molt estranya la seva actitud, adormida, quan solen ser representats en actituds de vigilància o en tensió.
Possiblement això estigui tret d'alguna iconografia d'època romàntica.
Destaca l'escut "Pins d'or", realitzat en rajola (quatre en total) on es representen sis pins amb les lletres PINS D'OR, que centralitzen la iconografia dels pins. L'envolta un marc, també de ceràmica, amb elements ornamentals florals.